# Ramiro de Lorca
Ramiro de Lorca ou Ramiro de Lorqua ou encore Ramiro d'Orco (né à  Lorca en 1452 et mort à Cesena le 26 décembre 1502) était un condottiere espagnol au service de César Borgia fils d'Alexandre VI, pendant les guerres italiennes. De Lorca a servi comme gouverneur de la Romagne de 1501 à 1502, succédant à Giovanni Olivieri et précédant Alejandro del Monte.  Il a été exécuté sur les ordres de Borgia qui l'accuse d'avoir comploté contre lui pour l’assassiner.

## Biographie
Ramiro de Lorca est né en 1452 à Lorca, en Espagne, et s’est lié d’amitié avec César Borgia. Il a accompagné Borgia lors de son mariage avec Charlotte d’Albret en 1498, servant de témoin,. En 1500, il a suivi Borgia pendant les guerres d'Italie dans son expédition contre les petits États dans la région de la Romagne. Lorca défendit Borgia contre les critiques de Vitellozzo Vitelli pendant le siège de Forli devenant  gouverneur de Forli et de Cesena. Avec l'accord de la France, César Borgia, prend possession de la totalité de la Romagne pontificale (1500). En 1501, Lorca devient gouverneur de la Romagne, et devient un dirigeant impitoyable et sanguinaire imposant un régime implacable de torture et d’exécutions lui valant la peur et la haine de la population. Pendant ce temps, les conspirateurs se réunissent à Magione avec l'intention de mettre fin à l'action du fils du pape. Bien qu'il ne soit pas directement impliqué dans l'affaire, il est arrêté par César Borgia pour le motif d'avoir prétendument conspiré pour le faire assassiner. Sous la torture, il avoue avoir été payé pour cela par la famille Orsini et Gian Paolo Baglioni. Il a été exécuté sur la place principale de Cesena, son corps étant coupé en deux et la tête empalée sur un pic. Alejandro del Monte lui a succédé en tant que gouverneur,.
« Borgia récolte ainsi les bénéfices de la brutalité de d'Orco tout en se dissociant de la rancune que ces méthodes ont engendrée parmi ses administrés ».

## Les jeux vidéo
- Ramiro de Lorca est présent dans le jeu vidéo Assassin's Creed : Brotherhood.